# Fien Enghels
Fien Enghels (Geraardsbergen, 26 augustus 2003) is een Belgische turnster.

## Loopbaan
Enghels startte op zevenjarige leeftijd met turnen.

### Juniors
In 2018 nam Enghels deel aan het Europees kampioenschap in Glasgow aan de team meerkamp voor junioren samen met Stacy Bertrandt, Margaux Daveloose, Noemie Louon, Jade Vansteenkiste. Het team werd er zesde.

### Senior
Sinds 2019 maakt ze deel uit van de senior meisjes van Team BELGYM en zat in de selectie voor het Europees kampioenschap in Polen. Waar ze een 15de plek haalde op de balk, een 14de op de vloer en een 9de plaats op de brug ongelijke leggers. Op dit toestel was ze tevens ook 1ste reserve voor de finale. Uiteindelijk nam ze aan geen enkel toestel finale deel.

## Palmares

### Senior
| Jaar | Wedstrijd              | All around | All around | Onderdeel | Onderdeel | Onderdeel | Onderdeel |
| Jaar | Wedstrijd              | Indiv.     | Team       |           |           |           |           |
| ---- | ---------------------- | ---------- | ---------- | --------- | --------- | --------- | --------- |
| 2022 | Europees kampioenschap |            |            |           | 19e       | 36e       |           |
| 2021 | Europees kampioenschap | 90e        |            |           | 43e       | 10e       |           |
| 2019 | Europees kampioenschap | 75e        |            |           | 15e       | 9e        | 14e       |

### Junior
| Jaar | Wedstrijd              | All around | All around | Onderdeel | Onderdeel | Onderdeel | Onderdeel |
| Jaar | Wedstrijd              | Indiv.     | Team       |           |           |           |           |
| ---- | ---------------------- | ---------- | ---------- | --------- | --------- | --------- | --------- |
| 2018 | Europees kampioenschap |            | 6e         |           | 5e        |           |           |
| 2018 | Belgisch kampioenschap | Goud       |            |           |           |           |           |